# Glæde
Glæde er en relativ størrelse. Det er den følelse vi får når vi fx ser på noget vi godt kan lide, eller på anden måde oplever noget behageligt eller tilfredsstillende. Lige netop derfor er det også uhyre vanskeligt at redegøre for følelsen glæde. Det er en slags lystfølelse, der er fremkaldt af belønnelsesstoffer i hjernen.
Selve følelsen varierer fra person til person. Nogle begynder at græde, mens andre begynder at grine, dette afhænger også af graden.